# The Eiger Sanction
The Eiger Sanction is een Amerikaanse thriller uit 1975 onder regie van Clint Eastwood.

## Verhaal
De kunstdocent Jonathan Hemlock heeft een verleden als huurmoordenaar. De Amerikaanse overheid doet een beroep op hem om een Russische spion uit te schakelen, die de Eiger wil beklimmen. Hij sluit zich aan bij diens bergexpeditie.

## Rolverdeling
| Acteur              | Personage         |
| ------------------- | ----------------- |
| Clint Eastwood      | Jonathan Hemlock  |
| George Kennedy      | Ben Bowman        |
| Vonetta McGee       | Jemima Brown      |
| Jack Cassidy        | Miles Mellow      |
| Heidi Brühl         | Mevrouw Montaigne |
| Thayer David        | Dragon            |
| Reiner Schöne       | Freytag           |
| Michael Grimm       | Meyer             |
| Jean-Pierre Bernard | Montaigne         |
| Brenda Venus        | George            |
| Gregory Walcott     | Pope              |
| Candice Rialson     | Kunststudente     |
| Elaine Shore        | Juffrouw Cerberus |
| Dan Howard          | Dewayne           |
| Jack Kosslyn        | Verslaggever      |